# Peppino di Capri
Peppino di Capri   (Capri, 27 de juliol de 1939), el nom real del qual és Giuseppe Faiella, és un cantant i compositor italià, una de les veus més populars de la cançó napolitana i, en general, de la cançó popular romàntica italiana.
Peppino di Capri comença la seva carrera de cantant interpretant cançons de jazz i twist; una de les seves primeres cançons va ser Saint Tropez Twist que va compondre el 1962 per a la pel·lícula Il sorpasso.
Va guanyar dues vegades el Festival de Sant Remo, amb Un gran amore i niente più (1973) i amb Non lo faccio più (1976).

## Discografia
Ostenta el record de participació en aquest Festival, amb 15 cançons:
- 1967 Dedicato all'amore
- 1971: L'ultimo romántico
- 1973: Un grande amore e niente piú
- 1976: Non lo faccio più
- 1980 Tu cioè.'..
- 1985 E mo’ e mo’
- 1987 Il sognatore
- 1988 Nun chiagnere
- 1989 Il mio pianoforte
- 1990 Evviva Maria
- 1992 Favola blues
- 1993 La voce delle stelle
- 1995 Ma che ne sai (Se non hai fatto il pianobar)
- 2001 Pioverà (Habibi ené)
- 2005 La panchina

El 1991 va representar a Itàlia al Festival d'Eurovisió a Roma amb la canço Comme E' Ddoce 'o Mare.
Entre les seves altres cançons, destaquen: St. Tropez Twist, Daniela, Torna piccina, Roberta, Malenconia, Freva, Morire a Capri, Un gran amore i niente piú (Un gran amor i res més), Malattia i Champagne.